# ゴールドトリップ
ゴールドトリップ（Gold Trip、2017年3月10日 - ）は、フランス生産・オーストラリア生産の競走馬である。主な勝ち鞍は2022年のメルボルンカップ。2023年のターンブルステークス。

## 概要

### 2歳（2019年）
10月24日ドーヴィル競馬場の未勝利戦にてステファン・パスキエを背にデビューして2着。続いて11月15日サンクルー競馬場の条件戦を5着として2歳時を終えた。

### 3歳（2020年）
5月12日サンクルー競馬場の条件戦から始動して2着。6月6日のグレフュール賞(G2)では未勝利馬ながらも1番人気に支持されると1馬身差を付けて勝利してグループ競走初制覇を果たした。その後はジョッケクルブ賞(G1)に出走するもミシュリフの11着と惨敗した。
9月13日のパリ大賞典(G1)4では7番人気の評価だったが、モーグルの3着に入った。10月4日の凱旋門賞(G1)は後方から大外を鋭く伸びて前に迫るもソットサスの4着に敗れた。

### 4歳（2021年）
4月11日のアルクール賞に3番人気で出走するもスカレティの5着に敗れた。続く5月2日のガネー賞(G1)に出走してマレオーストラリスの1馬身3/4差の2着に入った。7月4日のサンクルー大賞(G1)ではブルームの逃げ切りを許し3着に敗れた。
その後は10月23日のコックスプレート(G1)にダミアン・オリヴァーを鞍上に迎えて出走する予定であったが、10月22日朝の馬体検査で跛行が確認されたため除外となった。

### 5歳（2021/2022シーズン）
7月30日のウインターチャレンジステークス(L)に出走するが3着に敗れた。

### 6歳（2022/2023シーズン）
9月17日のナチュラリズムステークス(G3)で1番人気に支持され4番手を追走するもスモーキンローマンズから0.3馬身差の3着に敗れた。続いて10月1日のターンブルステークス(G1)に出走してここでも1番人気に支持されるもスモーキンローマンズの5着に敗れた。
10月15日のコーフィールドカップ(G1)では7番人気タイでの出走となり、中団馬群の外から先に抜け出すもダーストンに差し切られてしまい2着。10月22日のコックスプレート(G1)ではアナモーの9着に大敗した。
11月1日のメルボルンカップ(G1)ではトップハンデ57.5kgでの出走となり9番人気の評価であった。発馬から後方5番手に控えての追走。最終コーナーの地点で流れが速くなるのに合わせて進出を開始。馬群の外から4番手に上がって直線に入ると、残り200ｍ地点で先頭に立って後続を振り切って2馬身差で優勝。2年4ヵ月ぶりの勝利をG1初制覇で飾った。
2月25日のピーターヤングステークス(G2)は後方2番手から追い込むも届かず0.3馬身差の2着。3月18日のランヴェットステークス(G1)では5・6番手を追走するもドバイオナーから7.36馬身差の5着に敗れた。連闘で挑んだ25日のタンクレッドステークス(G1)も7着。4月8日のシドニーカップ(G1)では15着と惨敗した。

### 7歳（2023/2024シーズン）
9月9日ムーニーヴァレー競馬場の条件戦から始動して4着に入った。
10月7日のターンブルステークス(G1)には6番人気の評価で出走。最後方のまま最終コーナーを回って直線に入ると、大外から豪脚を炸裂。残り200mのところで一気に突き抜けて二度目のG1制覇を挙げた。
その後は10月21日のコーフィールドカップ(G1)に2番人気で出走するもウィズアウトアファイトから2.2馬身差の3着。10月28日のコックスプレート(G1)はロマンチックウォリアーの5着。連覇を狙ったメルボルンカップ(G1)では中団前方で構えるも失速して17着に敗れた。

## 血統表
| ゴールドトリップの血統 | ゴールドトリップの血統                     | ゴールドトリップの血統                     | （血統表の出典）                           | （血統表の出典） |
| 父系                   | ダンジグ系                                 | ダンジグ系                                 | ダンジグ系                                 | [ § 2 ]          |
| 父 Outstrip 芦毛 2011  | 父の父Exceed And Excel 鹿毛 2000           | *デインヒル                                | Danzig                                     | Danzig           |
| 父 Outstrip 芦毛 2011  | 父の父Exceed And Excel 鹿毛 2000           | *デインヒル                                | Razyana                                    |                  |
| 父 Outstrip 芦毛 2011  | 父の父Exceed And Excel 鹿毛 2000           | Patrona                                    | Lomond                                     | Lomond           |
| 父 Outstrip 芦毛 2011  | 父の父Exceed And Excel 鹿毛 2000           | Patrona                                    | Gladiolus                                  |                  |
| 父 Outstrip 芦毛 2011  | 父の母Asi Siempre 芦毛 2002                | El Prado                                   | Sadler's Wells                             | Sadler's Wells   |
| 父 Outstrip 芦毛 2011  | 父の母Asi Siempre 芦毛 2002                | El Prado                                   | Lady Capulet                               |                  |
| 父 Outstrip 芦毛 2011  | 父の母Asi Siempre 芦毛 2002                | Siempre Asi                                | Silver Hawk                                | Silver Hawk      |
| 父 Outstrip 芦毛 2011  | 父の母Asi Siempre 芦毛 2002                | Siempre Asi                                | Turkish Treasure                           |                  |
| 母 Sarvana 鹿毛 2010   | 母の父Dubai Destination 鹿毛 1999          | Kingmambo                                  | Mr. Prospector                             | Mr. Prospector   |
| 母 Sarvana 鹿毛 2010   | 母の父Dubai Destination 鹿毛 1999          | Kingmambo                                  | Miesque                                    |                  |
| 母 Sarvana 鹿毛 2010   | 母の父Dubai Destination 鹿毛 1999          | Mysterial                                  | Alleged                                    | Alleged          |
| 母 Sarvana 鹿毛 2010   | 母の父Dubai Destination 鹿毛 1999          | Mysterial                                  | Mysteries                                  |                  |
| 母 Sarvana 鹿毛 2010   | 母の母Sarlisa 芦毛 2002                    | Rainbow Quest                              | Blushing Groom                             | Blushing Groom   |
| 母 Sarvana 鹿毛 2010   | 母の母Sarlisa 芦毛 2002                    | Rainbow Quest                              | I Will Follow                              |                  |
| 母 Sarvana 鹿毛 2010   | 母の母Sarlisa 芦毛 2002                    | Sarliya                                    | Doyoun                                     | Doyoun           |
| 母 Sarvana 鹿毛 2010   | 母の母Sarlisa 芦毛 2002                    | Sarliya                                    | Safita                                     |                  |
| 母系(F-No.)            | Meynell(FN:12-c)                           | Meynell(FN:12-c)                           | Meynell(FN:12-c)                           | [ § 3 ]          |
| 5代内の近親交配        | Northern Dancer：S5×S5×S5, Sir Ivor：S5×S5 | Northern Dancer：S5×S5×S5, Sir Ivor：S5×S5 | Northern Dancer：S5×S5×S5, Sir Ivor：S5×S5 | [ § 4 ]          |
| 出典                   | 1. 2. 3. 4.                                | 1. 2. 3. 4.                                | 1. 2. 3. 4.                                | 1. 2. 3. 4.      |